# Gravir School

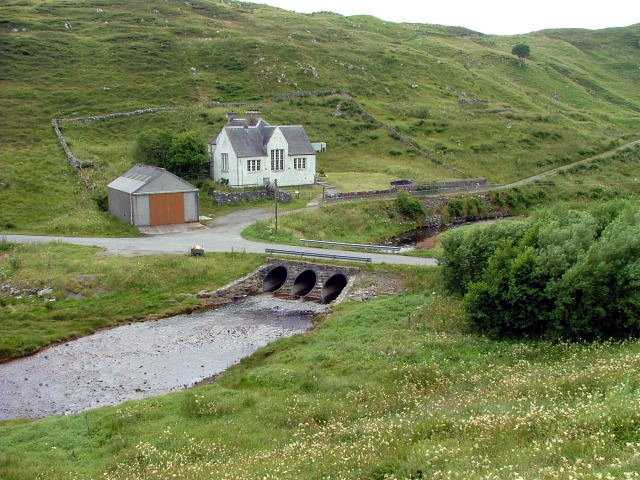
Die Gravir School als Gravir Museum 2008

Die Gravir School, später das Gravir Museum, ist eine ehemalige Schule der Primarstufe in der Ortschaft Gravir auf der schottischen Hebrideninsel Lewis and Harris. 1993 wurde das Bauwerk in die schottischen Denkmallisten in der Denkmalkategorie B aufgenommen.

## Geschichte
Möglicherweise bestand bereits in der ersten Hälfte des 19. Jahrhunderts eine gälischsprachige Schule in Gravir. In diesem Jahr ließ die Ladies Highland Association dort eine kirchliche Schule einrichten, die auch als Kirche genutzt wurde. Die Gravir School wurde auf Grundlage des Bildungsgesetzes von 1872 eingerichtet. Im April 1873 wurden die Bedarfe an Schulgebäuden und deren Auslegung definiert. Auf Basis der Schülerzahlen dieses Jahres (83) wurde ein Auslegung für höchstens 100 Schüler definiert.
Das Gebäude wurde um 1876 nach einem Entwurf des in Stornoway ansässigen Alexander Mackenzie errichtet. Von Mackenzie sind nur fünf Arbeiten bekannt, darunter vier Schulen auf Lewis and Harris, die alle im selben Zeitraum entstanden, darunter auch die Alte Schule von Ungshader. Vermutlich 1881 wurde die Gravir School eröffnet. Das ehemalige Schulgebäude wurde noch bis zur Fertigstellung der Pairc Free Church als Kirche weitergenutzt und 1968 abgetragen.
Mit dem Beschluss der Umstrukturierung der Schulbezirke 1963 wurde auch die Schließung der Gravir School beschlossen. Der Schulbetrieb wurde 1970 eingestellt. Vor der Fertigstellung der heutigen Pairc School in Gravir 1973 mussten die Schüler die Schule des Nachbarbezirks besuchen. Die alte Gravir School wurde zu einem Museum, dem Gravir Museum umgenutzt, das 2000 eröffnet wurde.
Die höchste Schülerzahl wurde 1917 mit 120 erreicht. Bis zum Frühjahr 1945 waren der Gravir School drei Lehrkräfte zugeordnet. Sinkende Schülerzahlen erforderten dann eine Reduktion auf zwei. Im Rahmen eines regionalen Schulsportwettkampfes in Stornoway im Juni 1957 erreichten die Teilnehmer der Gravir School fünf erste, zwei zweite und sieben dritte Plätze. Dies vermerkte der damalige Schulleiter als bemerkenswert, da der Sportplatz der Gravir School bei Flut unter Wasser läge.

### Schulleitung
- Juni 1880–April 1881: Mr. Cuthbert, aufgrund von Unregelmäßigkeiten entfernt
- April 1881–Juni 1883: Samuel MacKenzie, kommissarisch
- Juni 1883–Mai 1890: Peter MacDonald, bis zum Übertritt in den Ruhestand
- Mai 1890–Februar 1897: Herr N. Nicolson, Abberufung auf eigenen Wunsch
- Februar 1897–März 1900: John MacIver, Abberufung auf eigenen Wunsch
- März 1900–März 1907: David C. Crabbe, verstorben, Jahresgehalt: 110 £
- März 1907–Juni 1917: Angus MacDonald, Versetzung an die Balallan Primary School
- Mai 1919–Mai 1943: Murdo Matheson, Einsetzung nach der Demobilisation nach dem Ersten Weltkrieg
- Mai 1943–November 1943: Frau Morrison, kommissarisch bis zum Tod des krankgemeldeten Matheson
- November 1943–März 1956: Alexander Kennedy, verstarb während der Schulferien
- Januar 1957–frühe 1960er Jahre: Donald MacDonald, verließ die Schule
- frühe 1960er Jahre–1970: Kenneth MacLeod, führte die Schule bis zu ihrer Schließung[5]

## Beschreibung
Wie zu dieser Zeit in den ländlichen Regionen der Hebriden üblich, umfasste der Schulkomplex auch die Lehrerwohnung. Am vorliegenden Objekt sind beide unter einem Dach vereint. Das Gebäude steht am Südrand von Gravir am Kopf des Loch Odhairn am rechten Ufer des Kinloch Ouirn River (Abhainn Ceann Loch Uirn). Die eingeschossige Gravir School weist einen T-förmigen Grundriss auf. Während das Schulgebäude den großen, nordgerichteten Schenkel umfasste, war die Lehrerwohnung im kleinen, nach Süden weisenden Schenkel untergebracht. Die Fassaden der Gravir School sind mit Harl verputzt. Es sind kleinteilige Sprossenfenster eingesetzt. Die nordexponierte Hauptfassade ist drei Achsen weit. Der Eingang befindet sich an einem kleinen Vorbau im rechten Gebäudeinnenwinkel. Beide Giebel des Schulgebäudes sind mit großen Sprossenfenstern ausgeführt. Das Dach der rückwärtigen Lehrerwohnung ist etwas höher. Lukarnen durchbrechen die Traufen. Die abschließenden Satteldächer sind schiefergedeckt und mit firstständigem Kamin ausgeführt. Eine Feldsteinmauer umfriedet den Schulhof.